# Tortopus igaranus
Tortopus igaranus är en dagsländeart som beskrevs av James George Needham och Murphy 1924. Tortopus igaranus ingår i släktet Tortopus och familjen Polymitarcyidae. Inga underarter finns listade i Catalogue of Life.